# Zālīābād
Zālīābād (persiska: زالی آباد) är en ort i Iran.   Den ligger i provinsen Lorestan, i den västra delen av landet, 400 km sydväst om huvudstaden Teheran. Zālīābād ligger 1 895 meter över havet och antalet invånare är 671.
Terrängen runt Zālīābād är kuperad söderut, men norrut är den platt. Terrängen runt Zālīābād sluttar västerut. Runt Zālīābād är det ganska tätbefolkat, med 72 invånare per kvadratkilometer. Närmaste större samhälle är Nūrābād, 8,8 km nordväst om Zālīābād. Trakten runt Zālīābād består i huvudsak av gräsmarker.